# A672 (motorväg, Tyskland)
A672 är en motorväg i Darmstadt i Hessen i Tyskland. Vägen är med sina tre kilometer en av de kortaste motorvägarna i hela Tyskland.

## Trafikplatser
|  | Nr | Skyltning                             |
|  | 1  | Darmstadt/Griesheim (T-Korsning) E 35 |
|  | 2  | Darmstadt (T-Korsning) E 451          |
|  | 3  | Darmstadt-West                        |